# Палаццо Де Каролис (Симонетти)
Палаццо Де Каролис, также известное как Палаццо Симонетти (итал. Palazzo De Carolis, Palazzo Simonetti), — дворец, расположенный в центре Рима в рионе (районе) Пинья на Виа дель Корсо, дом 307, рядом с церковью Сан-Марчелло-аль-Корсо.
Дворец обязан своим названием Ливио Де Каролису, амбициозному и богатому торговцу, получившему дворянство от папы Бенедикта XIII, который даровал ему наследственный титул маркиза Просседи.

## История
В начале XVIII века Де Каролис приобрел большой участок земли с небольшими постройками напротив церкви Сан-Марчелло и поручил архитектору Алессандро Спекки построить роскошную резиденцию. Работа, начатая в 1714 году, приобрела свой окончательный вид около 1724 года.
Новый маркиз не терял времени даром, украшая интерьеры своего палаццо, и нанял известных художников, таких как Андреа Прокаччини, Бенедетто Лути, Джованни Паоло Паннини, Франческо Тревизани, Джованни Одацци, Доменико Муратори и Себастьяно Конка. Владелец намеревался ещё более возвыситься в глазах римской аристократии, что позволило бы получать прибыль от инвестиций, но этого не произошло, поскольку его наследники, подавленные раздорами, были вынуждены были в 1748 году продать здание Обществу Иисуса (Companhia de Jesus). После реставрации и частичной реконструкции под руководством архитектора Луиджи Ванвителли, здание в 1794 году приобрёл маркиз Джузеппе Симонетти.
В период с 1830 по 1908 год дворец, в котором также располагалось посольство Франции, принадлежал семье Бонкомпаньи-Людовизи. Князь Бальдассаре Бонкомпаньи собрал в палаццо значительную научную библиотеку, написал там свою «Типографию математических и физических наук». На центральном балконе семья Людовизи в 1845 году построила «буссолотто» (bussolotto) — разновидность окна-веранды со ставнями, которое гарантировало скрытность тем, кто наблюдал за народными праздниками, проводившимися на Виа дель Корсо.
В 1908 году Палаццо Де Каролис было продано Банку Рима (Unicredit Banca di Roma), дворец принадлежит банку и по сей день. По этой причине здание было реконструировано по проекту архитектора Пио Пьячентини, который создал новый мансардный этаж и оформил интерьеры в стиле Либерти.

## Архитектура дворца
Фасад здания со стороны Виа дель Корсо, разделённый пилястрами, имеет четыре этажа. В центре четыре колонны дорического ордера поддерживают портик «благородного этажа» (piano nobile) и обрамляют главный портал, увенчанный женским маскароном. На центральном тимпане окна изображён герб Банка Рима. Оригинальный фасад изысканных пропорций завершается сложным карнизом с розетками и львиными головами, поддерживаемыми кронштейнами, между которыми размещены геральдические элементы семьи Бонкомпаньи-Людовизи. Углы здания подчёркнуты рустовкой.

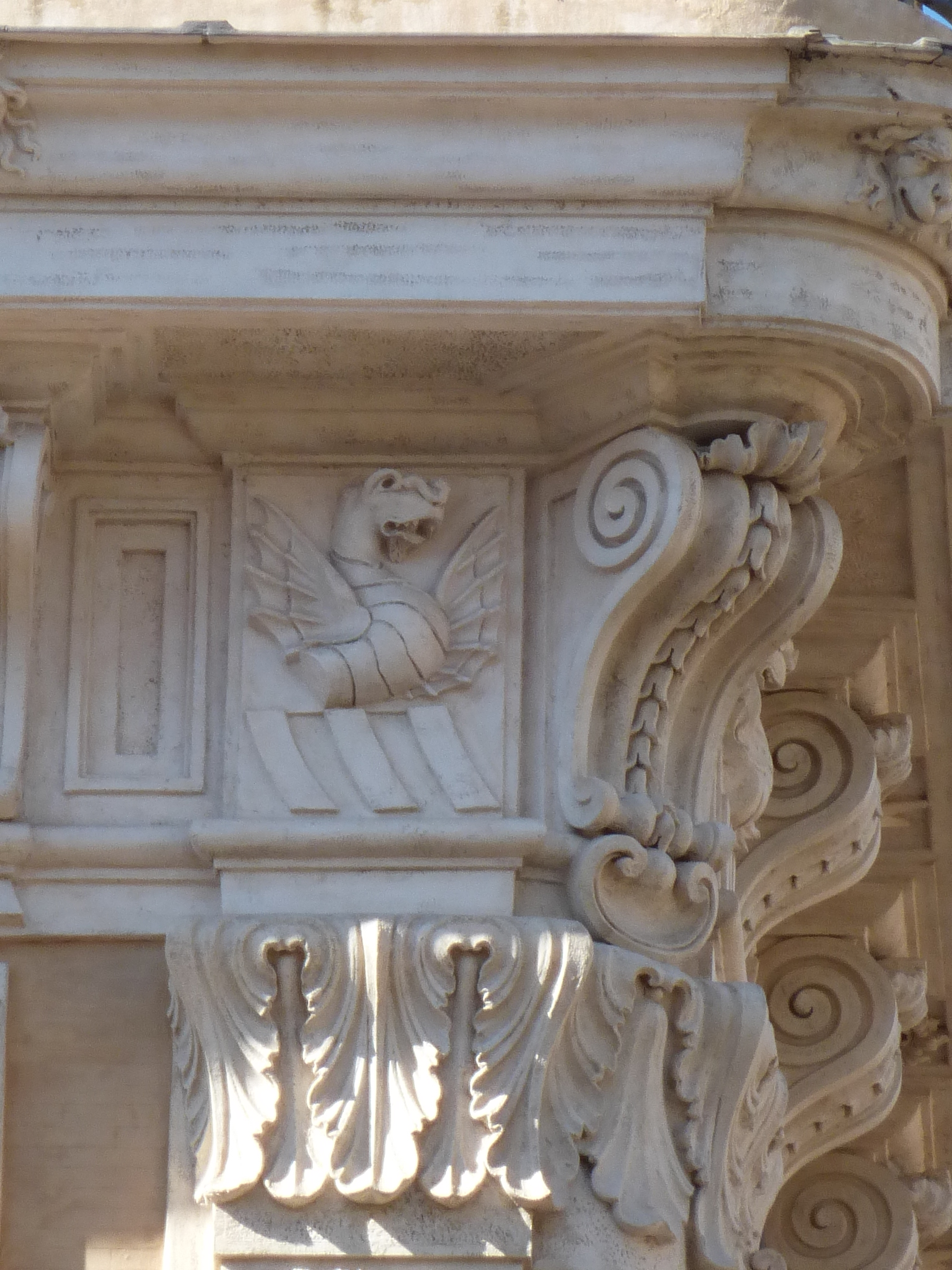
Угловая часть антаблемента. Герб (стемма) семьи Бонкомпаньи-Людовизи
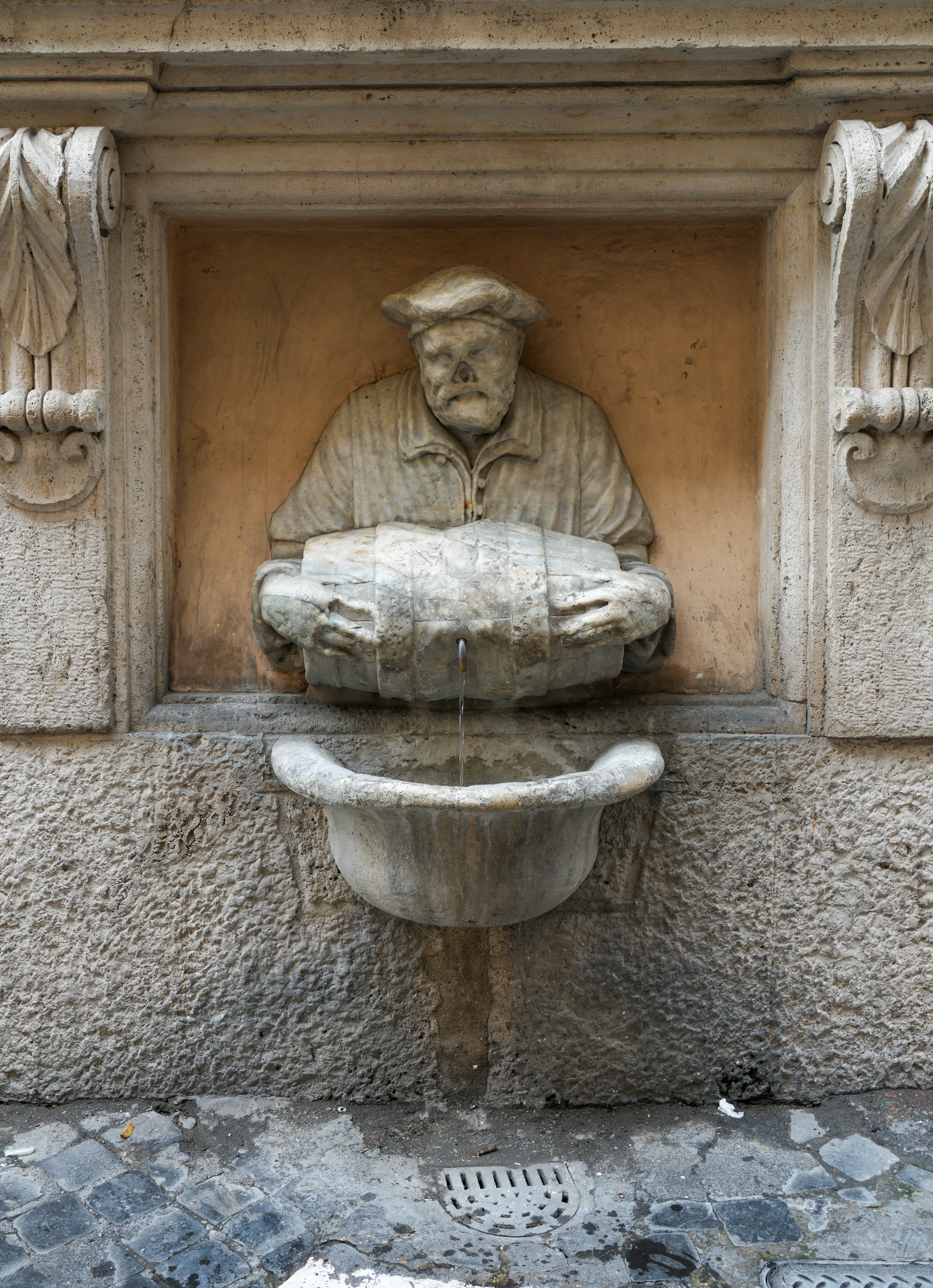
Фонтан Факкино
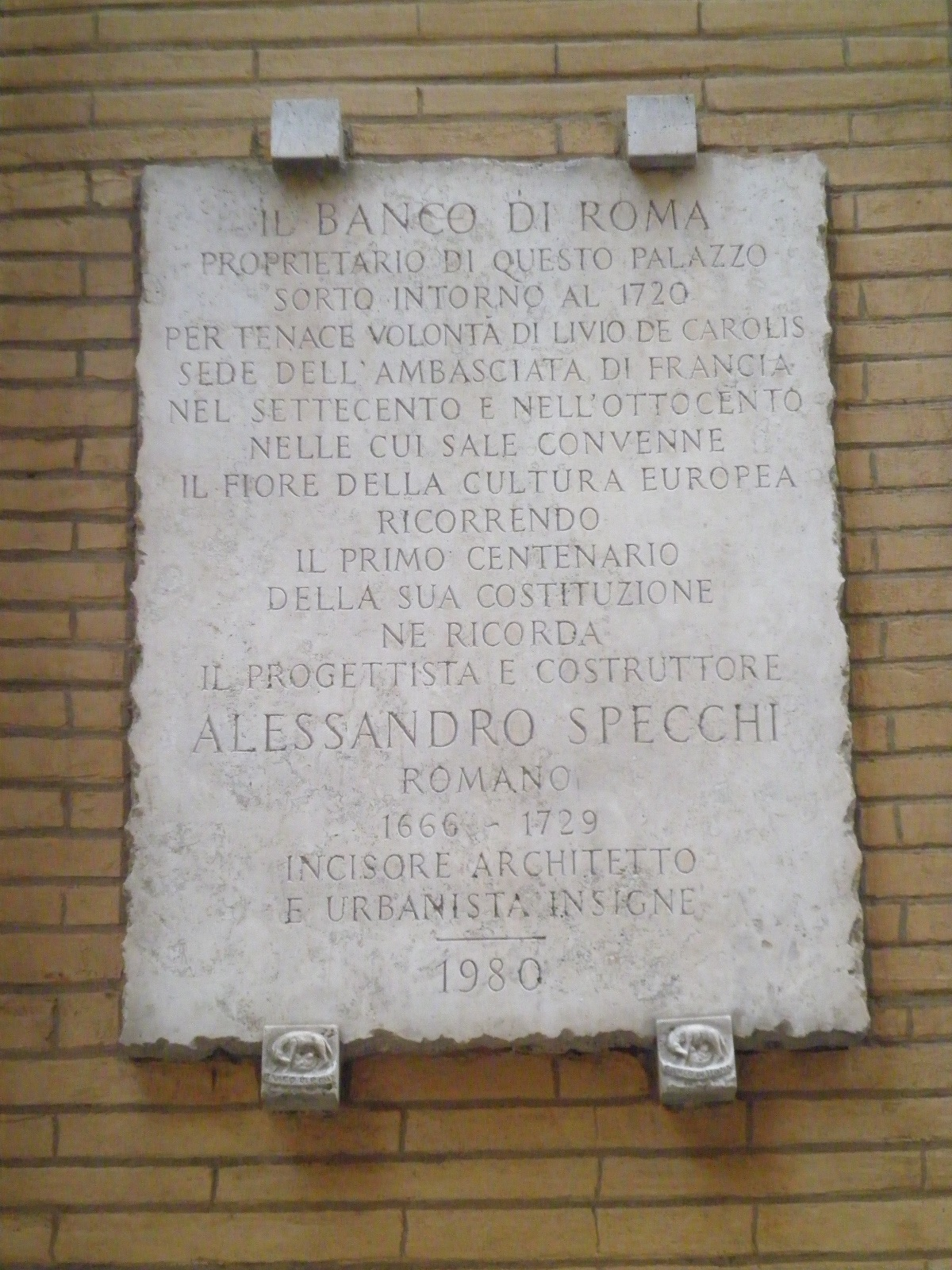
Мемориальная плита в честь архитектора Алессандро Спекки